# Grupo Orkopata
Grupo Orkopata es el nombre de un movimiento literario que surgió en la ciudad de Puno, Perú, alrededor de 1925. Liderado por Arturo Peralta Miranda, conocido bajo el seudónimo de Gamaliel Churata, reunió a artistas e intelectuales mestizos que promovían una estética andinista y vanguardista como respuesta a la explotación de las poblaciones quechua y aymara por los centros urbanos de poder. Entre los años 1926 y 1930, el grupo editó el Boletín Titikaka, una revista en la que combinaron las técnicas de la vanguardia con la reivindicación de la cultura andina.
Entre sus miembros figuran Alejandro Peralta, Inocencio Mamani, Emilio Vásquez, Diego Kunuruna, Mateo Jaika y Eustaquio Aweranka. En distintos periodos, también participaron Julián Palacios, Francisco Chukiwanka Ayulo, Emilio Romero, Luis de Rodrigo, Emilio Armaza y Segundo Núñez Valdivia.

## Origen e integrantes

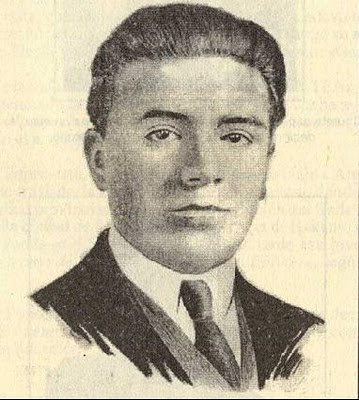
Arturo Peralta, líder del grupo Orkopata.

El contexto económico y educativo de la época estuvo marcado por la influencia de la cultura hegemónica occidental. En el ámbito económico, esto se evidenció en la articulación del mercado de la lana entre los departamentos de Arequipa, Cusco y Puno. El epicentro comercial, por su ubicación costera, se encontraba en la ciudad de Arequipa. La forma de producción se organizó en un sistema semifeudal, basado en la propiedad de grandes extensiones de tierra y la servidumbre de la población indígena de parte de los terratenientes. Frente a este escenario, surgió el grupo Orkopata que buscaba reivindicar los orígenes indígenas de sus miembros mestizos. A pesar de que sus miembros pertenecían se identificaban con la influencia de la cultura occidental, reclamaban también la valoración de lo propiamente andino. La propuesta del grupo se centró, por eso, en reiventar el vanguardismo desde una perspectiva propia, dando lugar al vanguardismo indígena.
La generación del Grupo Orkopata implicó la convergencia de tres factores. Por un lado, la vanguardia artística fue un claro aporte occidental. Por otro lado, el elemento cultural se enraizó en las culturas del altiplano, que son quechua y aymara. Finalmente, el marxismo sirvió como herramienta para el análisis social. Estas influencias se reflejan, por ejemplo, en el nombre del grupo. Orkopata es una palabra quechua o aymara que se traduce como "la parte más importante de una montaña."
Arturo Peralta Miranda, también conocido como Gamaliel Churata, fue el líder del grupo y autor de la novela El pez de oro (1957), en la que recrea elementos mitológicos de la cultura andina. Otro miembro del grupo fue el poeta Alejandro Peralta, hermano de Churata, autor de los poemarios Ande (1926) y El Kollao (1934). El poeta Luis de Rodrigo también formó parte del colectivo. Otros miembros importantes fueron Inocencio Mamani, Emilio Vásquez, Diego Kunuruna, Mateo Jaika y Eustaquio Aweranka, Julián Palacios, Francisco Chukiwanka Ayulo, Emilio Romero, Luis de Rodrigo, Emilio Armaza y Segundo Núñez Valdivia.

## Publicaciones

### Boletín Titikaka
La publicación más representativa del Grupo Orkopata, y una de las más influyentes en la vanguardia hispanoamericana, fue el Boletín Titikaka. A través de esta revista, el grupo no solo buscaba representar al mundo indígena, sino también establecer una conexión con su saber y sensibilidad para visibilizar lo propio de esta cultura y los orígenes de los mestizos culturales.En esta publicación, sus integrantes expresaban opiniones críticas sobre las políticas educativas que denigraban la cultura indígena.

### Ande
El poemario Ande, de Alejandro Peralta, se caracteriza por el uso de recursos vanguardistas como la disposición espacial del texto, el uso de mayúsculas y la influencia del lenguaje cinematográfico. A través de estos elementos, el autor recrea la representación hegemónica del indígena en la literatura. Dicha representación estaba legitimada por la condición mestiza de los integrantes del Grupo Orkopata, quienes reconocían la influencia occidental en su formación, pero también sus raíces indígenas. Sin embargo, el poemario muestra una visión colectiva del mundo andino, sugiriendo que el autor mestizo se distancia de la identidad indígena en sí misma.. Además, Ande influyó en la obra de nuevos poetas como Nazario Chávez Aliaga, autor de Huerto de lilas (1927) y Parábolas del Ande (1928).

## Importancia
Desde el ámbito educativo, el Grupo Orkopata recibió una fuerte influencia de José Antonio Encinas, educador peruano que promovió la inclusión de la cuestión indígena dentro de la escuela. Como parte de este compromiso, el grupo impulsó la Universidad Libre de Orkopata, un espacio de discusión en el que se analizaban textos previamente seleccionados. Entre los temas abordados, la cuestión indígena tuvo un papel central. También realizaron tertulias literarias en las que se debatían diversas ideas, incluso aquellas que no coincidían con la línea del grupo, lo que contribuyó a la inclusión social. Otras propuestas destacadas fueron las escuelas itinerantes y la promoción de la Educación Intercultural Bilingüe.